# Hasbajja
Hasbajja (arab. حاصبيا, Ḥāṣbayyā) – miasto w Libanie, centrum administracyjne kady Hasbajja, zamieszkiwane w większości przez społeczność druzyjską. Hasbaja znajduje się u podnóża góry Hermon, w pobliżu rzeki Hasbani, 114 km na południowy wschód od Bejrutu i 58 km na południowy zachód od Damaszku. W 1173 roku miejscowy zamek krzyżowców został zdobyty przez Szihabów, których potomkowie zamieszkują do dzisiejszego dnia zabytkową Cytadelę w Hasbai. W czerwcu 1860 roku miała miejsce masakra ok. 1000 tutejszych chrześcijan.